# Gesetzgebungsverfahren (Belgien)

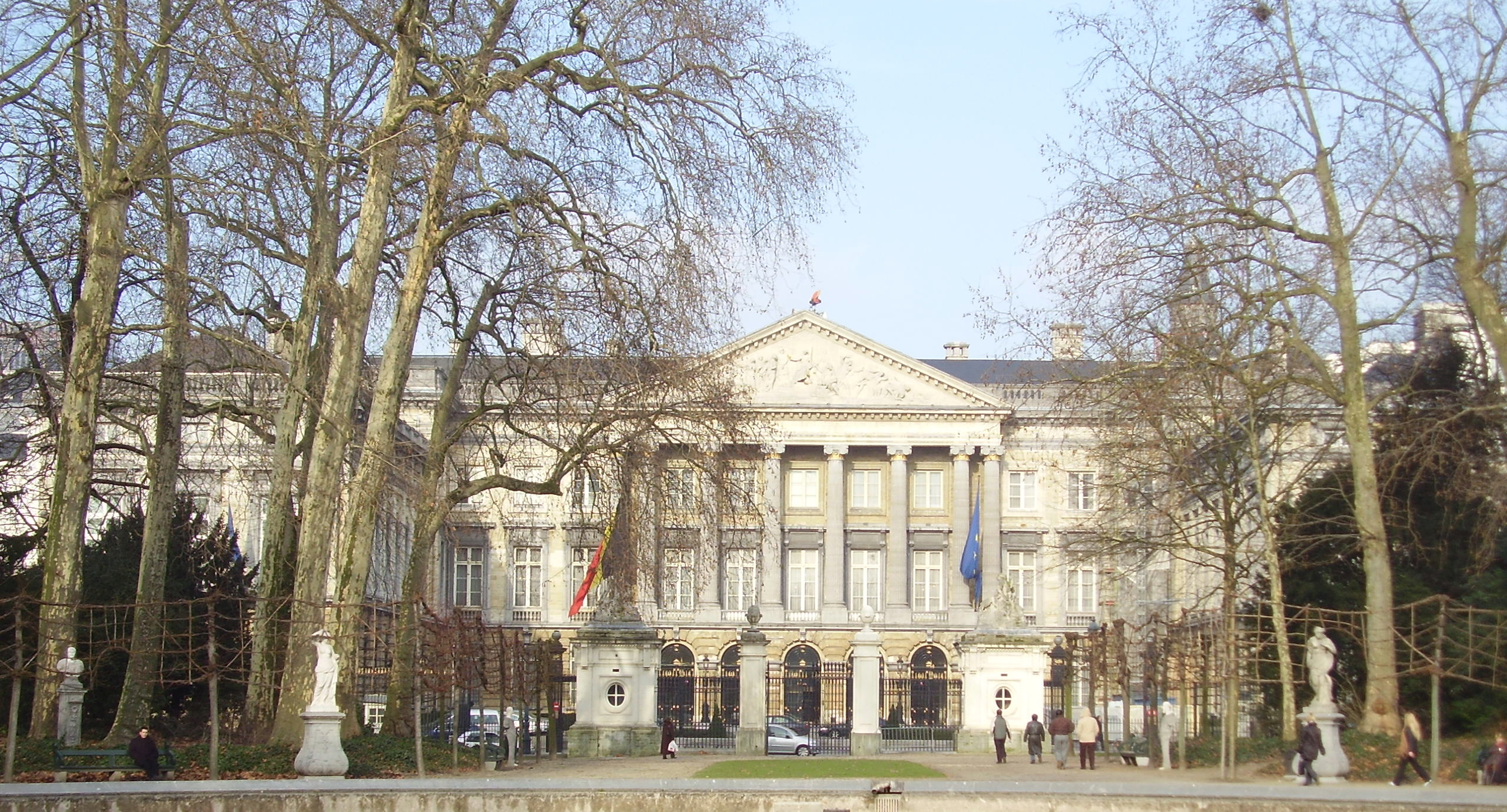
Der Palast der Nation, Sitz des föderalen Parlamentes

Das Gesetzgebungsverfahren nimmt in Belgien verschiedene Formen an, abhängig davon ob es sich um ein „Gesetz“ des föderalen Parlamentes oder um ein „Dekret“ der Gemeinschaften und Regionen bzw. um eine „Ordonnanz“ der Region Brüssel-Hauptstadt handelt. Wird ein Gesetz vom föderalen Parlament, das heißt von der Abgeordnetenkammer und gegebenenfalls dem Senat, verabschiedet, sind drei verschiedene Gesetzgebungsverfahren möglich. Alle Gesetze, Dekrete und Ordonnanzen unterliegen der Verfassungskontrolle des Verfassungsgerichtshofes.

## Föderale Gesetzgebungsverfahren

### Allgemeines
Die legislativen Rechtstexte des föderalen Parlamentes werden „Gesetze“ genannt. Betrachtet man die Anwesenheits- und Mehrheitsbedingungen („Quorum“), muss zwischen zwei Arten föderalen Gesetzen unterschieden werden:
- gewöhnliche Gesetze: Dies sind die Gesetze, die vom föderalen Parlament mit einer absoluten Mehrheit (50 % +1) der abgegebenen Stimmen bei einer Anwesenheit der Mehrheit der Parlamentarier (50 % + 1, das heißt 76 Abgeordnete oder 38 Senatoren) verabschiedet werden. Bei Stimmengleichheit ist der behandelte Vorschlag abgelehnt.[1] In welcher Kammer diese Bedingungen erfüllt werden müssen, hängt vom parlamentarischen Verfahren ab (siehe unten).
- Sondergesetze: Dies sind Gesetze, die die föderale Struktur des belgischen Staates im Verfassungsrahmen organisieren. Über Sondergesetze wird nur abgestimmt, wenn die Verfassung es vorsieht. Da diese Sondergesetze das sensible Gleichgewicht zwischen Flamen und Wallonen verändern können, werden besonders strenge Mehrheitsbedingungen gestellt: Bei einem Sondergesetz muss, neben einer Anwesenheit der Mehrheit der beiden Sprachgruppen, eine Zweidrittelmehrheit insgesamt und eine absolute Mehrheit in diesen beiden Sprachgruppen in beiden Kammern erreicht werden.[2]

Handelt das föderale Parlament in seiner Funktion als Verfassungsgeber und will es die Verfassung abändern oder neu nummerieren, gelten ebenfalls besondere Regeln.
Je nachdem, wie man ein Gesetz einreichen will, macht man folgenden Unterschied:
- Gesetzesentwurf: Dieser wird von der Regierung in einer der beiden Kammern eingereicht. Dem Entwurf geht ein Vorentwurf voran, der von der Regierung ausgearbeitet wurde und für den ein nicht bindendes Gutachten der gesetzgebenden Abteilung des Staatsrates eingeholt wurde. Aufgrund dieses Gutachtens wird der Vorentwurf gegebenenfalls angepasst.
- Gesetzesvorschlag: Dieser wird von einem Parlamentarier in einer der beiden Kammern eingereicht. Hierfür wird nicht zwingend ein Gutachten des Staatsrates gefordert, doch kann der Präsident der Kammer (Abgeordnetenkammer oder Senat) ein solches Gutachten zu jeder Zeit der parlamentarischen Prozedur anfragen. Der Präsident ist verpflichtet dieses Gutachten anzufragen, wenn ein Drittel der Parlamentarier oder die Mehrheit einer Sprachgruppe dies verlangt.[4] Wurde ein Gesetzesvorschlag bei einer Zweikammer-Prozedur von der ersten Kammer gutgeheißen, wird er auch zu einem Gesetzesentwurf.

Die Gesetzgebungsverfahren im föderalen Parlament sind – bis auf das Einkammerverfahren – für die Abgeordnetenkammer und den Senat die gleiche. Die Verfassung sieht genau vor, in welchen Fällen dieses oder jenes Verfahren benutzt werden muss. Jeder Gesetzesentwurf oder -vorschlag erwähnt in seinem ersten Artikel, welches Verfahren anwendbar ist. Es ist aber auch möglich, dass es zu sogenannten „gemischten Verfahren“ kommt, da ein Gesetzesentwurf oder -vorschlag Artikel enthält, die mittels verschiedener Verfahren verabschiedet werden müssen. Diese Texte werden dann in zwei Entwürfen eingereicht.

### Das Einkammerverfahren
Das Einkammerverfahren ist allein in der Abgeordnetenkammer möglich. Der Senat wird nicht in die Prozedur einbezogen. Es ist das einfachste parlamentarische Verfahren.
Dieses Verfahren kann nur in den Fällen verwendet werden, die in Artikel 74 der Verfassung erschöpfend aufgelistet sind:
- die Verleihung von Einbürgerungen;[6]
- Gesetze über die zivil- und strafrechtliche Verantwortlichkeit von Ministern;
- der Staatshaushalt, mit Ausnahme der Dotation an den Senat (sie wird hierbei durch den Rechnungshof unterstützt);[7]
- die Festlegung des Armeekontingentes.

Die Prozedur läuft wie folgt ab:
1. Initiative: Die Gesetzesinitiative kann nur seitens der Regierung (Gesetzesentwurf) oder seitens eines Abgeordneten (Gesetzesvorschlag) erfolgen (siehe oben).
2. Hinterlegung: Der Gesetzesentwurf oder -vorschlag wird in der Abgeordnetenkammer hinterlegt. Bei einem Gesetzesentwurf wird ebenfalls eine allgemeine Begründung und ein Kommentar zu den Artikeln, sowie eine Kopie des nicht bindenden Gutachtens der gesetzgebenden Abteilung des Staatsrates eingereicht. Alle Texte werden in niederländischer und französischer Sprache gedruckt und verteilt.[8] Die Hinterlegung eines Gesetzesentwurfs geschieht beim Präsidenten der Kammer.[9] Für die Hinterlegung eines Gesetzesvorschlags muss der Abgeordnete, der den Text einreicht, erst die Abgeordnetenkammer bitten, den Vorschlag in Erwägung zu ziehen; hierzu kann es unter Umständen schon zu einer Abstimmung kommen.
3. Beratung (Ausschuss): Zuerst befasst sich der zuständige Ausschuss mit dem Text.[10] Der Ausschuss ist verhältnismäßig mit Abgeordneten der Mehrheit und der Opposition besetzt. Handelt es sich um einen Gesetzesentwurf, gibt im Ausschuss der zuständige Minister, eventuell in Begleitung eines Kabinettsmitarbeiters oder eines Beamten, Erläuterungen zum Entwurf. Danach werden dieser Entwurf zuerst allgemeine und dann artikelweise von den Ausschussmitgliedern besprochen. Gegebenenfalls werden Abänderungen seitens der Regierung oder der Parlamentarier eingereicht. Am Ende stimmt der Ausschuss über den Entwurf oder Vorschlag ab. Diese Ausschusssitzungen sind in der Regel öffentlich. Für jede Ausschusssitzung wird ein Bericht von einem Abgeordneten verfasst, dem als Berichterstatter das Vertrauen seiner Kollegen ausgesprochen wurde. Dieser Bericht wird nach der Abstimmung allen Abgeordneten zugeschickt.
4. Beratung (Plenum): Nach dem Ausschuss wird der Text vom „Plenum“ beraten.[11] Als Ausgangspunkt gilt der Bericht aus dem Ausschuss. Es findet zuerst eine allgemeine, dann eine artikelweise Diskussion statt. Auch hier können wieder Abänderungsvorschläge eingehen. Am Ende stimmt das Plenum zuerst über jeden einzelnen Artikel und dann über den ganzen Text ab. Diese Abstimmung erfolgt seit 1955 elektronisch.
5. König: Der König „sanktioniert“ zuerst das Gesetz, das heißt, dass er sich – als Teil der legislativen Macht – damit einverstanden zeigt. Hierfür gibt es keine Frist. In der Regel handelt es sich hier nur um eine Formalität, doch wenn sich der König weigert den Text zu unterschreiben, geschieht dies unter der Verantwortung der Regierung. Dann wird das Gesetz durch den König „ausgefertigt“, das heißt, dass er – als Teil der exekutiven Macht – das Bestehen dieses Gesetzes zur Kenntnis nimmt und die Ausführung befiehlt. Beide Etappen geschehen gleichzeitig, indem der König und mindestens einer seiner Minister ihre Unterschrift unter den von beiden Kammern verabschiedeten Text setzen.[12]
6. Staatsblatt: Das Gesetz wird im „Belgischen Staatsblatt“ in niederländischer und französischer Sprache veröffentlicht.[13][14] Gelegentlich werden auch föderale Gesetze in deutscher Sprache veröffentlicht. Insofern das Gesetz nichts anderes vorsieht (etwa durch eine verzögernde oder rückwirkende Bestimmung), tritt das Gesetz am zehnten Tag nach seiner Veröffentlichung in Kraft.

### Das verpflichtende Zweikammerverfahren
Beim verpflichtenden Zweikammerverfahren muss ein Gesetzesentwurf oder -vorschlag sowohl von der Abgeordnetenkammer als auch vom Senat verabschiedet werden.
Vor der Staatsreform von 1993 wurden alle Gesetze so verabschiedet, doch heute gilt diese Prozedur nur für die in Artikel 77 der Verfassung vorgesehenen Fälle:
- die Erklärung zur Revision der Verfassung wie auch die Revision der Verfassung selbst;
- die Sondergesetze (siehe oben), die die Staatsstruktur und -funktionsweise betreffen;
- die gewöhnlichen und Sondergesetze, die das Verhältnis zwischen Föderalstaat, Gemeinschaften und Regionen betreffen;
- die Organisation der Gerichte und Gerichtshöfe, des Staatsrates und des Verfassungsgerichtshofs;
- die Gesetze zur Zustimmung von internationalen Verträgen.

Die Prozedur zur Verabschiedung eines Gesetzes im verpflichtenden Zweikammerverfahren kann in acht Schritte zusammengefasst werden (genauere Details für die ersten drei und die letzten zwei Punkte werden im Abschnitt zum Einkammerverfahren beschrieben):
1. Initiative: Die Gesetzesinitiative kann seitens der Regierung (Gesetzesentwurf), seitens eines Abgeordneten oder seitens eines Senators (beides Gesetzesvorschlag) erfolgen.
2. Hinterlegung: Der Gesetzesentwurf oder -vorschlag wird entweder in der Abgeordnetenkammer oder im Senat hinterlegt. Betrifft dieser Entwurf oder Vorschlag jedoch eine Zustimmung zu einem internationalen Verträgen, wird er automatisch im Senat hinterlegt.[15]
3. Beratung (erste Kammer): Der Entwurf oder Vorschlag wird in der Kammer, in der er eingereicht wurde (Abgeordnetenkammer oder Senat), beraten. Zuerst befasst sich der zuständige Ausschuss mit dem Text und schlägt gegebenenfalls Abänderungen vor; daraufhin stimmt der Ausschuss über den Entwurf oder Vorschlag ab. Danach wird der Text im Plenum beraten. Auch hier können Abänderungsvorschläge eingehen. Am Ende stimmt das Plenum über den Text ab.
4. Weiterleitung: Wurde der Text in der ersten Kammer „verabschiedet“ (das heißt erfüllt er die nötigen Anwesenheits- und Mehrheitsbedingungen), wird er an die zweite Kammer (Senat oder Abgeordnetenkammer) weitergeleitet. Handelte es sich um einen Gesetzesvorschlag, wird dieser ab jetzt auch „Gesetzesentwurf“ genannt.
5. Beratung (zweite Kammer): Der Entwurf wird in der zweiten Kammer beraten. Zuerst befasst sich der zuständige Ausschuss mit dem Text und schlägt gegebenenfalls Abänderungen vor; daraufhin stimmt der Ausschuss über den Entwurf ab. Danach wird der Text im Plenum beraten. Auch hier können Abänderungsvorschläge eingehen. Am Ende stimmt das Plenum über den Text ab.
6. Rücksendung (evtl.): Dieser Schritt ist optional. Hat die zweite Kammer den von der ersten Kammer übermittelten Text abgeändert, wird er zur ersten Kammer zurückgeschickt. Die erste Kammer kann dann entweder die Abänderungen gutheißen und erneut über den Text abstimmen oder die Abänderungen ablehnen oder andere Abänderungen vorschlagen. In diesem letzten Fall werden dann die Schritte 3 bis 5 so lange wiederholt, bis beide Kammern den gleichen Text verabschiedet haben.
7. König: Der König „sanktioniert das Gesetz“ und „fertigt es aus“, indem er und mindestens einer seiner Minister ihre Unterschrift unter den von beiden Kammern verabschiedeten Text setzen.
8. Staatsblatt: Das Gesetz wird im „Belgischen Staatsblatt“ veröffentlicht. Insofern das Gesetz nichts anderes vorsieht (etwa durch eine verzögernde oder rückwirkende Bestimmung), tritt es am zehnten Tag nach seiner Veröffentlichung in Kraft.

### Das nicht verpflichtende Zweikammerverfahren
Beim nicht verpflichtenden (oder „optionalen“) Zweikammerverfahren entscheidet die Abgeordnetenkammer während der Senat „nur“ die Rolle einer „Beratungs- und Überlegungskammer“ übernimmt. Der Senat kann Gesetzesentwürfe oder -vorschläge der Kammer innerhalb gewisser Fristen „annehmen“ (das heißt beraten und abstimmen) und Abänderungen vorschlagen. Das letzte Wort behält jedoch immer die Abgeordnetenkammer.
Das in Artikel 78 der Verfassung erwähnte nicht verpflichtende Zweikammerverfahren ist seit der Staatsreform von 1993 die Standardprozedur für die Verabschiedung von Gesetzen. Sie greift jedes Mal, wenn die Verfassung weder ein Einkammer- noch verpflichtendes Zweikammerverfahren vorsieht (siehe oben). Sie ist somit die am meisten benutzte Prozedur zur Verabschiedung von föderalen Gesetzestexten.
Die Prozedur zur Verabschiedung eines Gesetzes im nicht verpflichtenden Zweikammerverfahren kann in elf Schritte zusammengefasst werden (genauere Details für die ersten drei und die letzten zwei Punkte werden im Abschnitt zum Einkammerverfahren beschrieben):
1. Initiative: In der Regel erfolgt die Gesetzesinitiative seitens der Regierung (Gesetzesentwurf) oder seitens eines Abgeordneten. Manchmal stammt die Initiative trotzdem von einem Senator (siehe unten).
2. Hinterlegung: Der Gesetzesentwurf oder -vorschlag wird in der Abgeordnetenkammer hinterlegt. Zu diesem Zeitpunkt kann die Regierung die Dringlichkeit für ihren Entwurf beantragen, was zu einer Verkürzung der Annahmefristen durch den Senat zur Folge hat.
3. Erste Beratung: Der Entwurf oder Vorschlag wird in der Abgeordnetenkammer zum ersten Mal beraten. Zuerst befasst sich der zuständige Ausschuss mit dem Text und schlägt gegebenenfalls Abänderungen vor; daraufhin stimmt der Ausschuss über den Entwurf oder Vorschlag ab. Danach wird der Text im Plenum beraten. Auch hier können Abänderungsvorschläge eingehen. Am Ende stimmt das Plenum über den Text ab.
4. Weiterleitung: Die Senatoren müssen innerhalb einer Frist von 15 Tagen entscheiden, ob sie den weitergeleiteten Gesetzesentwurf „annehmen“ wollen oder nicht. Diese Frist beläuft sich auf 7 Tage, wenn die Dringlichkeit beantragt wurde. Mindestens 15 Senatoren müssen der Anfrage zustimmen. Wird der Entwurf nicht angenommen, kann der Gesetzestext sofort vom König sanktioniert und ausgefertigt werden (siehe Schritt 10).
5. Beratung (Senat): Der Senat verfügt über eine Frist von 60 Tagen um über den angefragten Gesetzesentwurf zu beraten. Zuerst befasst sich der zuständige Ausschuss mit dem Text und schlägt gegebenenfalls Abänderungen vor; daraufhin stimmt der Ausschuss über den Entwurf ab. Danach wird der Text im Plenum beraten. Auch hier können Abänderungsvorschläge eingehen. Am Ende stimmt das Plenum über den Text ab. Lässt der Senat die Frist von 60 Tagen verstreichen oder kommt er zur Schlussfolgerung, dass keine Abänderung des Entwurfs notwendig ist, wird dieser Entwurf von der Kammer dem König vorgelegt, der ihn sanktioniert und ausgefertigt (siehe Schritt 10).
6. Rücksendung: Hat der Senat den Entwurf abgeändert, wird er zurück zur Abgeordnetenkammer geschickt.
7. Zweite Beratung: Der Entwurf, so wie durch den Senat abgeändert, wird in der Abgeordnetenkammer zum zweiten Mal beraten. Diese kann dann (1) die Abänderungsvorschläge des Senats gutheißen (in diesem Fall wird der Entwurf dem König vorgelegt, der ihn sanktioniert und ausgefertigt; siehe Schritt 10), (2) die Abänderungsvorschläge des Senats durch „Gegenabänderungsvorschläge“ vollständig aufheben und den Entwurf in seiner ursprünglichen Form wiederherstellen (in diesem Fall wird der Entwurf ebenfalls dem König vorgelegt, der ihn sanktioniert und ausgefertigt; siehe Schritt 10) oder (3) neue, eigene Abänderungsvorschläge einbringen und somit einen neuen Entwurf verfassen (in diesem Fall wird der Entwurf zum zweiten Mal an den Senat übermittelt);
8. Zweite Beratung (Senat): Der Senat verfügt über eine Frist von 15 Tagen um über die Abänderungsvorschläge der Abgeordnetenkammer und den neuen Entwurf zu beraten und eventuell neue, eigene Abänderungen vorzuschlagen. Lässt der Senat die Frist von 15 Tagen verstreichen oder kommt er zur Schlussfolgerung, dass keine Abänderung des Entwurfs notwendig ist, wird dieser Entwurf von der Kammer dem König vorgelegt, der ihn sanktioniert und ausgefertigt (siehe Schritt 10).
9. Letzte Beratung: Wenn der Senat wieder eigen Abänderungsvorschläge eingereicht hat, wird der Entwurf innerhalb einer Frist von 15 Tagen zum letzten Mal und endgültig von der Abgeordnetenkammer beraten.
10. König: Der König „sanktioniert das Gesetz“ und „fertigt es aus“, indem er und mindestens einer seiner Minister ihre Unterschrift unter den von beiden Kammern verabschiedeten Text setzen.
11. Staatsblatt: Das Gesetz wird im „Belgischen Staatsblatt“ veröffentlicht. Insofern das Gesetz nichts anderes vorsieht (etwa durch eine verzögernde oder rückwirkende Bestimmung), tritt es am zehnten Tag nach seiner Veröffentlichung in Kraft.

Ein Senator kann ebenfalls – auch wenn dies seltener vorkommt – einen Gesetzesvorschlag im nicht verpflichtenden Zweikammerverfahren einreichen. Hier wird wie im verpflichtenden Zweikammerverfahren der Vorschlag im Senat eingereicht. Dieser berät dann über den Vorschlag, stimmt über ihn ab und leitet ihn an die Abgeordnetenkammer weiter. Binnen einer Frist von 60 Tagen billigt diese den Vorschlag, der zum Entwurf wurde, oder lehnt ihn ab. Schlägt die Kammer Abänderungen vor, werden diese wieder dem Senat vorgelegt, der über sie berät. Schlägt auch der Senat neue Abänderungen vor, wird wiederum über diese in der Abgeordnetenkammer beraten und sie definitiv gebilligt oder abgelehnt. Auch hier behält die Kammer also das letzte Wort. Danach wird der Gesetzestext vom König sanktioniert und ausgefertigt (Schritt 10).

### Der parlamentarische Konzertierungsausschuss
Die eventuell aufkommenden Zuständigkeitsprobleme zwischen den beiden Kammern (Abgeordnetenkammer und Senat) werden laut Artikel 82 der Verfassung in einem „parlamentarischen Konzertierungsausschuss“ geregelt. Dieser setzt sich aus ebenso vielen Mitgliedern der Abgeordnetenkammer wie des Senats zusammen und untersucht, ob dieser oder jener Gesetzesvorschlag oder -entwurf tatsächlich mit dem vorgeschlagenen Verfahren angenommen werden kann. Der Ausschuss kann die beim nicht verpflichtenden Zweikammerverfahren festgelegten Fristen im gegenseitigen Einvernehmen verlängern. Alle anderen Entscheidungen werden mittels einfacher Mehrheit in beiden Vertretergruppen getroffen oder, falls nicht anders möglich, mittels einer Zweidrittelmehrheit insgesamt.

## Verfahren in den Gemeinschaften und Regionen
Die legislativen Rechtstexte der Flämischen Gemeinschaft, der Französischen Gemeinschaft, der Deutschsprachigen Gemeinschaft, der Flämischen Region und der Wallonischen Region werden „Dekrete“ genannt. Die legislativen Rechtstexte der Region Brüssel-Hauptstadt werden „Ordonnanzen“ genannt.
In der Normenhierarchie sind Gesetze und Dekrete gleichzusetzen. Im Prinzip haben auch Ordonnanzen denselben Wert. Sie unterscheiden sich jedoch maßgebend von den Dekreten dadurch, dass sie der Kontrolle der gewöhnlichen Gerichte und Gerichtshöfe unterliegen, die die Anwendung einer Ordonnanz verweigern können, wenn diese die Bestimmungen des Sondergesetzes über die Brüsseler Institutionen verletzt. Normalerweise ist diese Befugnis der judikativen Macht nur auf Erlasse und Verfügungen (der Exekutive) begrenzt. Die gewöhnlichen Gerichte und Gerichtshöfe kontrollieren somit die Verfassungsmäßigkeit der Ordonnanzen „parallel“ zum Verfassungsgerichtshof, der alle Gesetze, Dekrete und auch Ordonnanzen wegen Verfassungswidrigkeit für nichtig erklären kann (siehe unten).
Die Parlamente der oben erwähnten Gliedstaaten bestehen allesamt nur aus einer Kammer. In den Gemeinschaften und Regionen wird im Prinzip mutatis mutandis dasselbe Verfahren wie das föderale Einkammerverfahren der Abgeordnetenkammer (siehe oben) benutzt. Abweichungen sind jedoch möglich, da einerseits jedes Parlament seine eigene Geschäftsordnung verabschiedet und andererseits die Gliedstaaten, mit Ausnahme der Deutschsprachigen Gemeinschaft und der Region Brüssel-Hauptstadt, über die „konstitutive Autonomie“ verfügen, welche ihnen erlaubt, grundlegende Entscheidungen bezüglich ihrer Organisation selbst zu treffen.
In Anwendung von Art. 137 der Verfassung wurden das Parlament der Flämischen Gemeinschaft und das Parlament der Flämischen Region faktisch zu einem einzigen Parlament, dem „Flämischen Parlament“, zusammengeführt. Da die flämischen Gemeinschaftsabgeordneten, die im zweisprachigen Gebiet Brüssel-Hauptstadt gewählt wurden, nicht an Abstimmungen bezüglich regionaler Angelegenheiten teilnehmen dürfen, muss jedes flämische Dekret angeben, ob es sich auf eine gemeinschaftliche oder eine regionale Zuständigkeit bezieht.
Die Verabschiedung der Dekrete und Ordonnanzen benötigt prinzipiell eine absolute Mehrheit. In gewissen Fällen erfordert die Verfassung jedoch die Verabschiedung eines „Sonderdekretes“, welches dann eine Zweidrittelmehrheit im jeweiligen Parlament benötigt. Dies gilt in den folgenden Fällen:
- Wenn eine Gemeinschaft einem Organisationsträger im Unterrichtswesen bestimmte Befugnisse übertragen will;[23]
- Wenn ein Dekret oder eine Ordonnanz bestimmte Bedingungen für die Schaffung „interkommunaler territorialer Organe“ vorsieht;[24]
- Wenn eine Gemeinschaft oder eine Region, mit Ausnahme der Deutschsprachigen Gemeinschaft und der Region Brüssel-Hauptstadt, kraft ihrer konstitutiven Autonomie gewisse Entscheidungen zur eigenen Organisation selbst treffen will;[25]
- Wenn die Französische Gemeinschaft der Wallonischen Region auf dem französischen Sprachgebiet und der französischen Gemeinschaftskommission (COCOF) auf dem zweisprachigen Gebiet Brüssel-Hauptstadt die Ausübung gewisser Zuständigkeiten übertragen will.[26]

Die Dekrete und Ordonnanzen werden in niederländischer und französischer Sprache veröffentlicht. Ausnahmen hierzu bilden die Deutschsprachige Gemeinschaft und die Wallonische Region, die ihre Dekrete ebenfalls in deutscher Sprache veröffentlichen müssen.

## Kontrolle durch den Verfassungsgerichtshof
Ist ein Gesetz, ein Dekret oder eine Ordonnanz einmal in Kraft getreten, gehört sie zur belgischen Rechtsordnung. Trotzdem macht sie dies nicht unanfechtbar.
Der Verfassungsgerichtshof kann alle Rechtstexte mit legislativem Charakter (Gesetze, Dekrete und Ordonnanzen) auf ihre Konformität zur Verfassung überprüfen. Diese Kontrolle kann auf zwei Ebenen stattfinden:
- Verteilung der Zuständigkeiten: Der Verfassungsgerichtshof prüft, ob die Gesetzgebung die Regeln der Kompetenzverteilung innerhalb des belgischen Föderalstaates respektiert.[28] Diese Regeln befinden sich in der Verfassung selbst, aber auch in den Sondergesetzen über institutionelle Reformen.[29]
- Grundrechte: Der Verfassungsgerichtshof kann auch die Konformität der verschiedenen legislativen Rechtstexte mit den Grundrechten und -freiheiten, die im Titel II der Verfassung sowie in den Artikeln 170, 172 und 191 derselben festgehalten werden, überprüfen.[30] Eine besondere Erwähnung verdient die Kontrolle der Gesetzgebung in Anbetracht der Artikel 10 und 11 der Verfassung (Verbot der Diskriminierung), denen der Verfassungsgerichtshof seit seinem Bestehen (damals noch „Schiedshof“) eine äußerst weite Auslegung gibt. Aber auch die Konformität der Gesetzgebung mit der Europäischen Menschenrechtskonvention und dem Internationalen Pakt über bürgerliche und politische Rechte kann überprüft werden.

Der Verfassungsgerichtshof kann auf zwei Wegen angehalten werden, eine Kontrolle der Verfassungskonformität durchzuführen; durch eine bei ihm eingereichte Nichtigkeitsklage, oder durch eine „präjudizielle Frage“ seitens eines Justizorgans.

### Nichtigkeitsklage
Eine Klage auf Nichtigerklärung kann sowohl durch die Regierungen und Parlamente des Föderalstaats und der Gliedstaaten als auch durch natürliche oder juristische Personen privater oder öffentlicher Natur eingereicht werden. Die letztgenannten müssen dabei jedoch ein „Interesse“ nachweisen können. Die Klage muss innerhalb einer Frist von sechs Monaten nach der Veröffentlichung der Rechtsnorm im Staatsblatt erfolgen.
Erachtet der Verfassungsgerichtshof ein Gesetz, ein Dekret oder eine Ordonnanz als verfassungswidrig, wird der Rechtstext für nichtig erklärt. Dies hat zur Folge, dass die Norm (oder einige ihrer Bestimmungen) ab der Veröffentlichung des Urteils im Staatsrat aus der belgischen Rechtsordnung verschwindet. Dies geschieht in der Regel mit Rückwirkung, wobei der Verfassungsgerichtshof Ausnahmen vorsehen kann.

### Präjudizielle Frage
Die „präjudizielle Frage“ ist ein Verfahren, das den gewöhnlichen Gerichten und Gerichtshöfen und auch dem Kassationshof und dem Staatsrat die Möglichkeit bietet (oder sie gegebenenfalls dazu zwingt), bei aufkommenden Fragen über die Verfassungsmäßigkeit gewisser Regeltexte, die in casu angewandt werden müssen, den Verfassungsgerichtshof zu befragen. Der Verfassungsgerichtshof gibt dann eine bindende Auslegung der Verfassung und befindet darüber, ob die betroffene Gesetzgebung in der vom fragenden Richter („a quo“ Richter) vorgeschlagenen Interpretation gegen die Verfassung verstößt oder nicht. Das Verfahren ist somit vergleichbar mit dem europäischen Vorabentscheidungsverfahren, bei dem der Europäische Gerichtshof auf Nachfrage eines nationalen Gerichtshofs die „richtige“ Auslegung des EU-Rechts vorgibt.
Wird eine solche präjudizielle Frage gestellt, wird bis zur Antwort des Verfassungsgerichtshofes das Verfahren vor dem fragenden Richter ausgesetzt. Verkündet der Verfassungsgerichtshof, dass das Gesetz, das Dekret oder die Ordonnanz in der vorgeschlagenen Interpretation verfassungswidrig ist, dann muss der Richter diese Norm beim weiteren Verlauf des Gerichtsverfahrens unberücksichtigt lassen. Dies gilt ebenfalls für alle Berufungsverfahren in der gleichen Sache und für andere Streitsachen, die dieselbe Ausgangssituation vorweisen. Der Rechtstext selbst bleibt jedoch bestehen und verschwindet nicht aus der Rechtsordnung. Nach der Urteilsverkündung startet aber eine sechsmonatige Frist, in der eine Nichtigkeitsklage gegen die Rechtsnorm eingereicht werden kann (siehe oben).